# Delias fasciata
Delias fasciata är en fjärilsart som beskrevs av Rothschild 1894. Delias fasciata ingår i släktet Delias och familjen vitfjärilar. Inga underarter finns listade i Catalogue of Life.